# Prieuré du Vieux Logis
Le musée du Prieuré du Vieux Logis est un musée situé à Nice (Alpes-Maritimes) rassemblant des objets d'art et mobilier français du XIVe au XVIe siècle. Il a été inauguré sous sa forme actuelle en juin 1939.

## Histoire et description
Le musée se trouve avenue de Saint-Barthélémy sur la colline de Saint-Barthélémy dans le quartier Saint-Sylvestre.
À l'origine un moulin, il connaît plusieurs agrandissements et s'arrête définitivement de tourner au XIXe siècle. Il devient une ferme, achetée par le Révérend Père dominicain Alfred Lemerre, qui transforme la ferme en prieuré et y fait plusieurs modifications. Il fait notamment repeindre la façade en ocre rouge et ajouter un porche. C'est à ce moment que le bâtiment reçoit le nom de Vieux Logis.
En 1922, le Révérend Père s'y installe et y aménage un intérieur typique du XVe siècle, afin de mettre en valeur ses collections d'objets d'art et de mobilier moyenâgeux.
Le Prieuré du Vieux-Logis est composé de treize salles. Au rez-de-chaussée notamment, une salle gothique, une chambre avec du mobilier datant de la Renaissance, et une cuisine contenant des meubles et ustensiles de différentes époques. À l'étage : la chapelle, l'oratoire, la sacristie et une chambre.
Le musée rassemble à la fois des objets d'art et d'usage courant.

## Le jardin du Prieuré
Si le musée est ouvert uniquement sur rendez-vous auprès du Musée Masséna, le jardin, lui, est utilisé pour sensibiliser la population aux problèmes environnementaux par l'Association pour la Promotion de la Prévention et de l'Économie Sociale en Europe, qui le met gratuitement à disposition.
Des élèves d'écoles primaires de la ville s'y rendent pour en apprendre davantage sur le développement durable et les pratiques fondées sur l'écologie environnementale. Il est également ouvert aux résidents du quartier qui y viennent jardiner ensemble.